# 开明 (蜀国)
開明是传说的中国古代蜀国朝代名稱，其历任君主均称“开明”，共十二世，其时代大约为中原的春秋至战国时期。对应于今日考古发现的晚期蜀文化。
传说首位开明帝称丛帝，原名鳖灵，是蜀王杜宇（望帝）地方官，後拜相，發動兵變自立為「丛帝」，杜宇被禁錮而死，靈魂化為杜鵑鳥。
九世开明帝开明尚接受中原文化，立宗庙，去帝号，称王。传至开明十二世时，于前316年为秦国所灭。

## 文化
在马家战国蜀王墓，青白江船棺墓群，双元村战国船棺墓群等蜀国墓葬中出土了大量精美的青铜器，说明开明朝古蜀国已经掌握了成熟且精湛的青铜冶炼铸造技术，同时古蜀青铜器与楚文化青铜风格有许多相似之处，也证明了古蜀国与楚国之间存在着深度的联系或交流。

## 开明世系
开明十二帝中称号见于史书者共有四位：
- 丛帝
- 卢帝
- 保子帝
- 开明尚

另有一说末代开明帝称芦子霸王。